# Plebejus plumbeus
Plebejus plumbeus är en fjärilsart som beskrevs av Tutt 1909. Plebejus plumbeus ingår i släktet Plebejus och familjen juvelvingar. Inga underarter finns listade i Catalogue of Life.